# Río Negro (rivier in Argentinië)
De Río Negro is een rivier in zuidelijk Argentinië met een lengte van ongeveer 650 kilometer. De rivier stroomt door het Plateau van Patagonië en is de belangrijkste rivier van de gelijknamige provincie Río Negro.
De letterlijke vertaling van Río Negro is zwarte rivier. De rivier is overigens meer groen dan zwart.
De rivier staat ook wel bekend als de Rivier van de wilgen, langs de hele oever zijn namelijk wilgen te vinden.
De rivier is verdeeld in 3 delen: Alto Valle aan het begin van de rivier, Valle Medio bij Choele Choel en Valle Inferior aan het eind van de rivier.
Río Negro staat ook bekend vanwege de recreatie die plaatsvindt op het water, op de rivier vindt namelijk de langste kajak-race ter wereld plaats (Regata del Río Negro) over een afstand van 653 kilometer. De wedstrijd is verdeeld over 6 etappes en 8 dagen (2 dagen rust)